# 蓮池城 (肥前国)

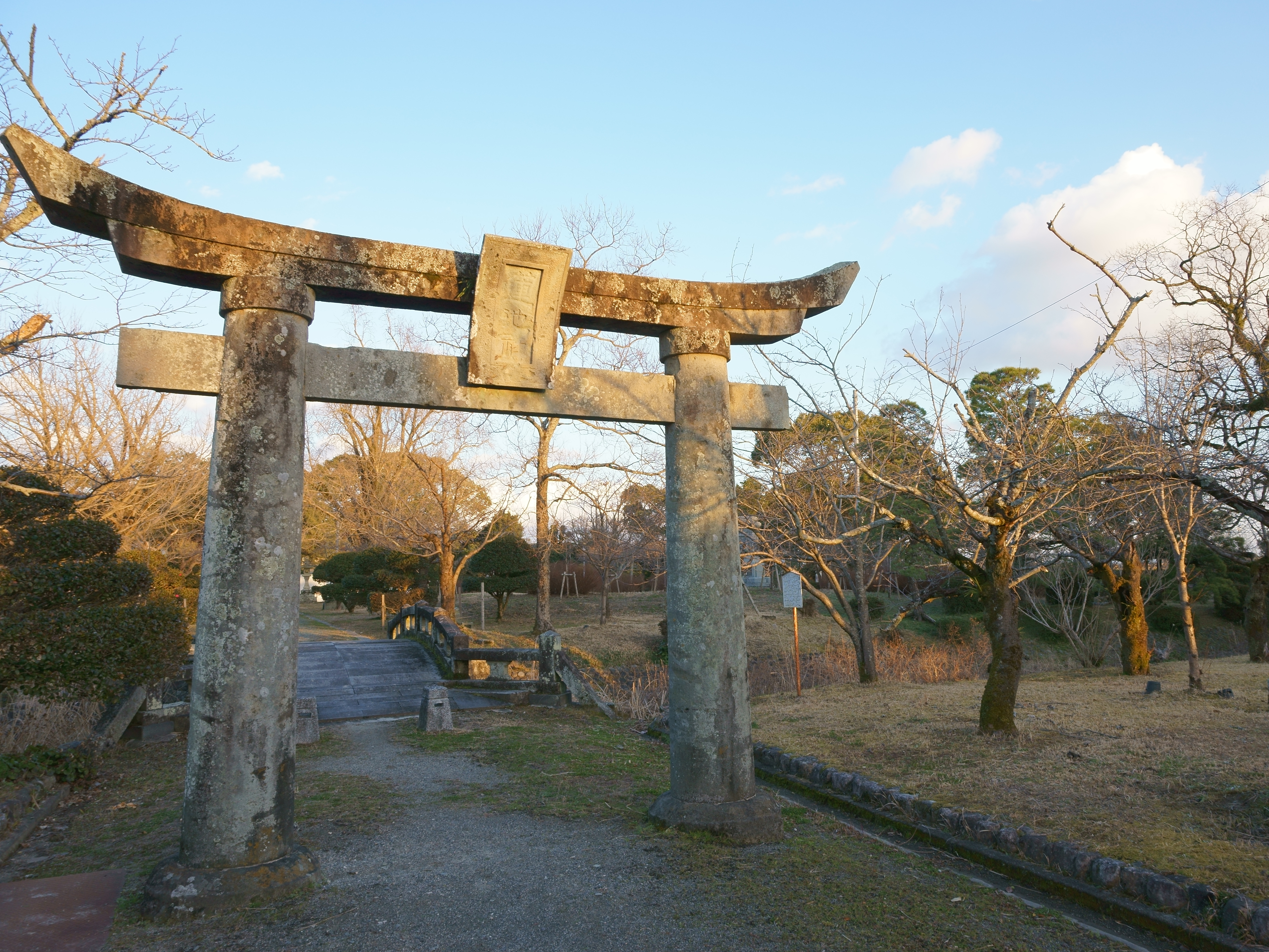
蓮池神社の鳥居と橋。橋が跨ぐ水路は城堀の跡とされる。

蓮池城（はすいけじょう）は、佐賀県佐賀市蓮池町にあった日本の城。応永年間に完成し、肥前国の国人領主小田氏、戦国時代後期は龍造寺氏・江上氏の支配となり、近世は鍋島氏、石井氏の在城を経て、佐賀藩の支藩・蓮池藩の陣屋が置かれた。

## 概要
蓮池城は佐賀県佐賀市中心部から南東約6キロメートルの蓮池町に位置し、構造は佐賀江川と周辺のクリークを濠とした平城である。

## 歴史・沿革

### 応永年間
関東から下向した小田直光の居城として築かれたとされている。代々、小田氏の居城として使用される。

### 戦国時代後期
佐賀城主龍造寺隆信の侵攻を受け、小田政光は龍造寺氏に臣従した。のちに城主小田鎮光が降伏すると、龍造寺氏の支配となり、後藤家信、龍造寺家晴が城主となる。天正12年（1584年）、龍造寺隆信が沖田畷の戦いで戦死すると、隆信の次男江上家種が入城したが、文禄の役で戦死により、鍋島直茂の居城となった。

### 安土桃山時代
鍋島直茂は、関ヶ原の戦いの後、拠点を佐賀城に移し、鍋島生三を蓮池城に入れ、程なく、直茂の意向で、鍋島氏の外戚家・石井氏が城代として入城した。本丸城代に石井重次、駕輿丁出城番に石井正国、小曲出城番に石井茂利、蒲田江出城番に石井茂成が配置され、共同で城の守備についた。また、各守将配下の石井衆の武士たちが城下に移住し、城下町の整備を始めた。当時、佐賀城の出城として、鍋島氏は筑後方面からの侵攻への備えとして蓮池城を重視した。

### 近世
元和元年（1615年）、一国一城令に伴い、城代・石井氏が撤収して、石井衆は佐賀城下に移った。城は事実上、破却扱いとなり、城塞の建造物は佐賀本城に移築された。そのうち城門の一つは、石井氏に下されて、同氏の菩提寺・浄円寺に寄進され、山門として移築されたという。その後、鍋島勝茂の三男・直澄が、寛永16年（1639年）に蓮池藩（5万2625石）を創設すると、城跡を整備して再建し、藩庁を設置。明治維新に至るまで蓮池鍋島家の居城となった。

### 近現代
廃藩置県により、蓮池陣屋は廃棄され、跡地には蓮池神社が創建される。戦後、旧城の濠の役割を果たしていた佐賀江川の流路改修により、旧城域を分断する形で直線化された新流路が建設されている。城域は蓮池公園として整備され、現在は一般開放されている。桜の名所としても知られている。